# الشعيب (المضاربة والعارة)

تعديل مصدري - تعديل

الشعيب هي إحدى قرى عزلة المضاربة بمديرية المضاربة والعارة التابعة لمحافظة لحج، بلغ تعداد سكانها 117 نسمة حسب تعداد اليمن لعام 2004.